# داگلاس آبنر
داگلاس آبنر (انگلیسی: Douglas Abner؛ زادهٔ ۳۰ ژانویهٔ ۱۹۹۶) بازیکن فوتبال اهل برزیل است که در پست مهاجم بازی ‌می‌کند.